# Sally Todd
Sally Todd (nacida Sarah Joan Todd; 7 de junio de 1934 – 21 de noviembre de 2022) fue una actriz y modelo estadounidense. Fue la Playmate del mes de febrero de 1957 de la revista Playboy. Su centerfold fue fotografiada por David Sutton y Ed DeLong.

## Actriz de cine y televisión
Nacida en Misuri y criada en Arizona, Todd comenzó su carrera en el mundo del espectáculo en 1952, cuando su madre la animó a presentarse al  Miss Tucson Beauty Contest a la edad de diecisiete años. Ganó el primer premio—un viaje a Hollywood con todos los gastos pagados. A su llegada a Hollywood, aceptó un trabajo como modelo de ropa para adolescentes y trajes de baño para Cole of California. Inmediatamente obtuvo un papel no acreditado como modelo de trajes de baño en la película de Jane Russell The French Line.
En 1955 se trasladó a la ciudad de Nueva York para ser parte de 'The Carson Cuties' en The Johnny Carson Show. El programa duró poco y Todd regresó a Hollywood cuando terminó en 1956.
Todd fue descubierta por un cazatalentos de la 20th Century Fox. lo que le valió un contrato con el estudio y una carrera cinematográfica que consistió principalmente en papeles de serie B en The Unearthly y Frankenstein's Daughter. Otras películas en las que actuó son The Revolt of Mamie Stover (1956), The Saga of the Viking Women and Their Voyage to the Waters of the Great Sea Serpent (1957), Al Capone (1959) y G.I. Blues (1960).
Sus apariciones en televisión incluyen episodios de Dragnet (1958-1959), M Squad (1959), Johnny Ringo (1960), The Many Loves of Dobie Gillis (1960), 77 Sunset Strip (1960), The Untouchables (serie de televisión de 1959) (1960) y The Tab Hunter Show (1960).

## Modelo
Todd fue una de las modelos que aparecieron en el 9th Annual Los Angeles Home Show en junio de 1954. También posó para varias portadas de discos y revistas masculinas, incluida Playboy, en la que apareció por primera vez en un pictórico no desnuda en junio de 1956.

## Muerte
Sally Todd murió en Francia el 21 de noviembre de 2022, a los 88 años.